# 常楽寺 (加古川市上荘町)
常楽寺（じょうらくじ）とは、高野山真言宗の寺院である。山号は日光山である。播磨八薬師霊場の2番札所である。わがまち加古川60選（No.39）に選ばれている。病苦を除き、健康と心の安らぎのご利益があることから「日光山のお薬師さん」として親しまれている。
天正年間、豊臣秀吉の三木攻めの時、堂塔伽藍すべてを焼失し、1678年（延宝6年）に再建された。境内には、鎌倉時代に造られた花崗岩の十三重塔、凝灰岩の三重塔、室町時代に造られたと思われる凝灰岩の五輪塔などの石造遺品がある。
春には、みやまつつじがきれいに咲く。

## 境内
- 山門
- 本堂
- 阿弥陀堂
- 観音堂
- 行者堂

## 文化財
- 兵庫県県指定文化財
  - 石造九重塔 - 1977年（昭和52年）3月29日指定[2]

- 登録有形文化財[3]
  - 4棟（本堂・薬師堂・三門・鐘楼堂） - 2007年（平成19年）5月15日登録

## 行事
- 4月1日 - 鬼追いまつり[4]
- 12月31日 - 大般若

## 交通アクセス
- JR加古川線厄神駅徒歩約35分
- 神姫バス「日光山墓園」（お盆、彼岸のみ運行）